# Xanomelin
Xanomelin ist ein Arzneistoff aus der Gruppe der selektiven Muskarinrezeptor-Agonisten. Für die fixe Kombination von Xanomelin mit dem Muskarinrezeptor-Antagonisten Trospium erteilte die Food and Drug Administration (FDA) im September 2024 die Zulassung zur Behandlung von Schizophrenie bei Erwachsenen.

## Wirkungsmechanismus
Präklinische Daten stützen die Hypothese, dass der zentrale Wirkmechanismus von Xanomelin in erster Linie durch die Stimulierung von M4- und M1-Muskarinrezeptoren im Gehirn vermittelt wird. M4-Muskarinrezeptoren werden am stärksten im Mittelhirn reguliert, das Motorik und Handlungsplanung, Entscheidungsfindung, Motivation, Verstärkung und Belohnungswahrnehmung kontrolliert. M1-Muskarinrezeptoren sind in den Regionen der Großhirnrinde am stärksten ausgeprägt, die übergeordnete Prozesse wie Sprache, Gedächtnis, Denken, Lernen, Entscheidungsfindung, Emotionen, Intelligenz und Persönlichkeit regulieren. Im Gegensatz zu direkten Dopamin-D2- und Serotonin-5HT2A-Blockern unter den antipsychotischen Medikamenten bringt die Stimulierung der M4- und M1-Rezeptoren die dopaminergen und glutamatergen Synapsen, die an den Symptomen neurologischer und neuropsychiatrischer Erkrankungen wie Schizophrenie und Alzheimer beteiligt sind, indirekt wieder ins Gleichgewicht. Ausgehend von präklinischen pharmakologischen und genetischen Studien scheinen M4-Rezeptoren sowohl den Bereich der Psychose als auch den der kognitiven Symptome zu modulieren, während M1 vorwiegend den Bereich der kognitiven Symptome moduliert und den Bereich der Psychose-Symptome in geringem Maße reguliert.

## Geschichte
Xanomelin wurde erstmals im Rahmen einer Zusammenarbeit zwischen den Pharmaunternehmen Eli Lilly und Novo-Nordisk mit dem Ziel synthetisiert, den kognitiven Verfall bei Patienten mit Alzheimer-Krankheit zu verzögern. In einer Phase-2-Studie wurden bei Alzheimer-Patienten signifikante Verbesserungen der kognitiven Fähigkeiten sowie überraschende Verbesserungen der psychotischen Symptome beobachtet. In einer anschließenden placebokontrollierten Studie bei Patienten mit behandlungsresistenter Schizophrenie wurde mit Xanomelin eine ähnliche antipsychotische Wirkung beobachtet. Allerdings verhinderten cholinergisch bedingte Nebenwirkungen eine Weiterentwicklung von Xanomelin in Phase-3-Studien. Xanomelin wurde 2012 an Karuna Therapeutics lizenziert und wurde anschließend in Kombination mit Trospium entwickelt („KarXT“). Trospium ist ein nicht hirndurchdringender und nicht selektiver Muskarinrezeptorblocker, der die peripheren Nebenwirkungen von Xanomelin abmildern kann. In einer placebokontrollierten klinischen Studie der Phase 2 im Jahr 2021 erreichte KarXT den primären Endpunkt. Im März 2023 erreichte die Kombination nach Angaben von Karuna Therapeutic den primären Endpunkt in einer Phase-3-Studie, EMERGENT-3, und im November 2023 begann die FDA mit der Prüfung eines Zulassungsantrages. Zum Jahreswechsel 2023 / 2024 wurde Karuna Therapeutics für ca. 14 Mrd. US-Dollar von Bristol-Myers Squibb (BMS) übernommen, im September 2024 erging die US-Zulassung zur Behandlung von Schizophrenie bei Erwachsenen (Präparatename: Cobenfy).
Bei der Europäischen Arzneimittelagentur (EMA) liegt bislang kein Zulassungsantrag für Xanomelin/Trospiumchlorid vor.